# 窿缘桉
窿缘桉（学名：Eucalyptus exserta）为桃金娘科桉属下的一个种。

## 扩展阅读
- 維基物種上的相關：窿缘桉